# Anaxibia (araña)
Anaxibia es un género de arañas araneomorfas de la familia Dictynidae. Se encuentra en el sur de Asia, sudeste de Asia y África subsahariana.

## Lista de especies
Según The World Spider Catalog 12.0:
- Anaxibia caudiculata Thorell, 1898
- Anaxibia difficilis (Kraus, 1960)
- Anaxibia nigricauda (Simon, 1905)
- Anaxibia peteri (Lessert, 1933)
- Anaxibia pictithorax (Kulczynski, 1908)
- Anaxibia rebai (Tikader, 1966)